# Red (album de Nanase Aikawa)
Pour les articles homonymes, voir Red.
Albums de Nanase Aikawa
ParaDOX
(1997)
Singles
Red est le 1er album de Nanase Aikawa, sorti sous le label Avex Trax le 3 juillet 1996 au Japon. Il atteint la 1re place du classement de l'Oricon, et reste classé pendant 55 semaines, pour un total de 2 454 680 exemplaires vendus pendant cette période. Il gagne le prix du « Meilleur album Rock de l'année » au 11th Annual Golden Disk Awards.

## Liste des titres
| 1.  | Hikari to Kage no Labyrinth (光と影の迷宮)            | 5:52 |
| 2.  | Yumemiru Shōjō Ja Irarenai (夢見る少女じゃいられない) | 4:18 |
| 3.  | Like a Hard Rain                                      | 3:57 |
| 4.  | Shake Me Baby                                         | 4:15 |
| 5.  | Sayonara                                              | 4:55 |
| 6.  | Break Out!                                            | 4:12 |
| 7.  | Glory Days                                            | 3:26 |
| 8.  | Love Me                                               | 4:09 |
| 9.  | Bye Bye. (バイバイ。)                                 | 4:36 |
| 10. | Saigo no Yoru (最後の夜)                              | 4:42 |
| 11. | Imademo.... (今でも…。)                               | 5:35 |